# Nanming

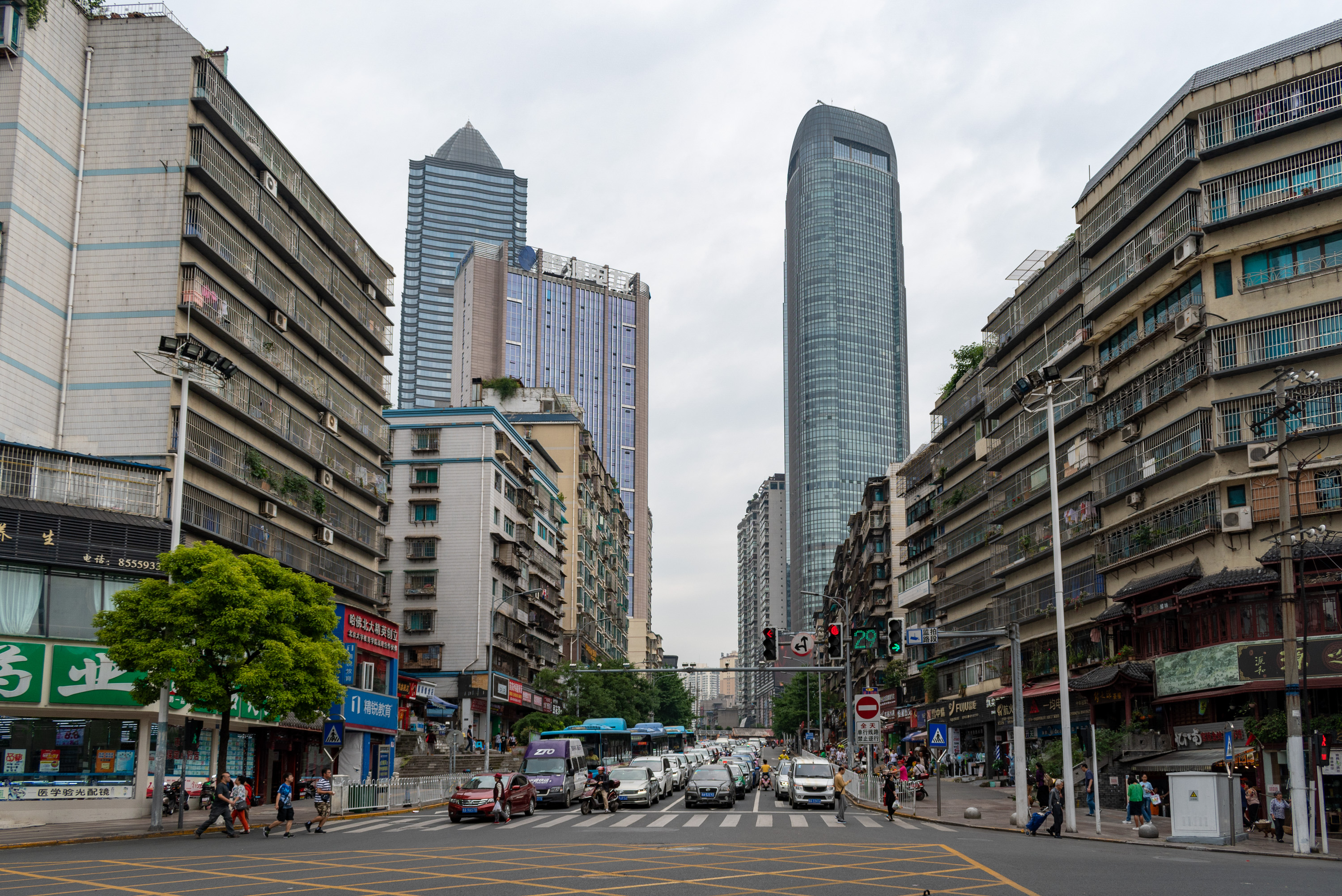
Jiaxiu Square

Nanming (chinesisch 南明区, Pinyin Nánmíng Qū) ist ein chinesischer Stadtbezirk der Innenstadt der bezirksfreien Stadt Guiyang, der Hauptstadt der Provinz Guizhou im Südwesten der Volksrepublik China. Er hat eine Fläche von 206,1 km² und zählt 923.900 Einwohner (Stand: Ende 2018).

## Administrative Gliederung
Auf Gemeindeebene setzt sich der Stadtbezirk aus fünfzehn Straßenvierteln und zwei Gemeinden zusammen. 